# Slavia Orientalis
Slavia Orientalis – kwartalnik Komitetu Słowianoznawstwa Polskiej Akademii Nauk, będący kontynuacją wydawanego w latach 1952–1956 „Kwartalnika Instytutu Polsko-Radzieckiego” (którego ukazało się V roczników). Pierwszym redaktorem pisma był Samuel Fiszman, następnie m.in. Antonina Obrębska-Jabłońska oraz Bazyli Białokozowicz (w latach 1975–1991), a siedzibą redakcji i miejscem publikacji – Warszawa. Od 3. numeru z roku 1991 do roku 2007 funkcję redaktora naczelnego sprawował Lucjan Suchanek, a redakcja została przeniesiona do Krakowa, gdzie od roku 1993 kwartalnik był również publikowany (najpierw przez Universitas, a od roku 1997 – Wydawnictwo Bohdan Grell i córka s.c.). W roku 2008 wybrano nowy zespół redakcyjny, na którego czele stanął prof. Adam Bezwiński, siedziba redakcji przeniosła się do Bydgoszczy, a miejscem wydania znów stała się Warszawa (w latach 2008–2010 – Dom Wydawniczy Elipsa, obecnie zaś Warszawska Drukarnia Naukowa PAN). Obecnie (od roku 2020) redaktorem naczelnym kwartalnika jest dr hab. Andrzej Dudek, prof. UJ, a siedziba redakcji powróciła do Krakowa.
Zakres tematyczny pisma obejmuje kulturę wschodniosłowiańską, głównie literaturę i języki. Zamieszczane są tu również recenzje książek wschodnioslawistycznych oraz sprawozdania z imprez naukowych. Autorami kwartalnika są naukowcy (zasadniczo rusycyści, ukrainiści i białoruteniści) z Polski, Rosji, Ukrainy, Białorusi i krajów Europy Zachodniej. Teksty publikowane są głównie w języku polskim, w językach wschodniosłowiańskich oraz w języku angielskim. 
Bibliografia zawartości „Slavii Orientalis” publikowana była: za lata 1952–1986 w numerach 1/2 z 1987 roku, za lata 1987–1994 w numerze 4 z 1994; począwszy od roku 1995 bibliografia zawartości kolejnych roczników (numerów 1–4 z danego roku) ukazuje się w każdym 4 numerze.